# Marietta Robusti

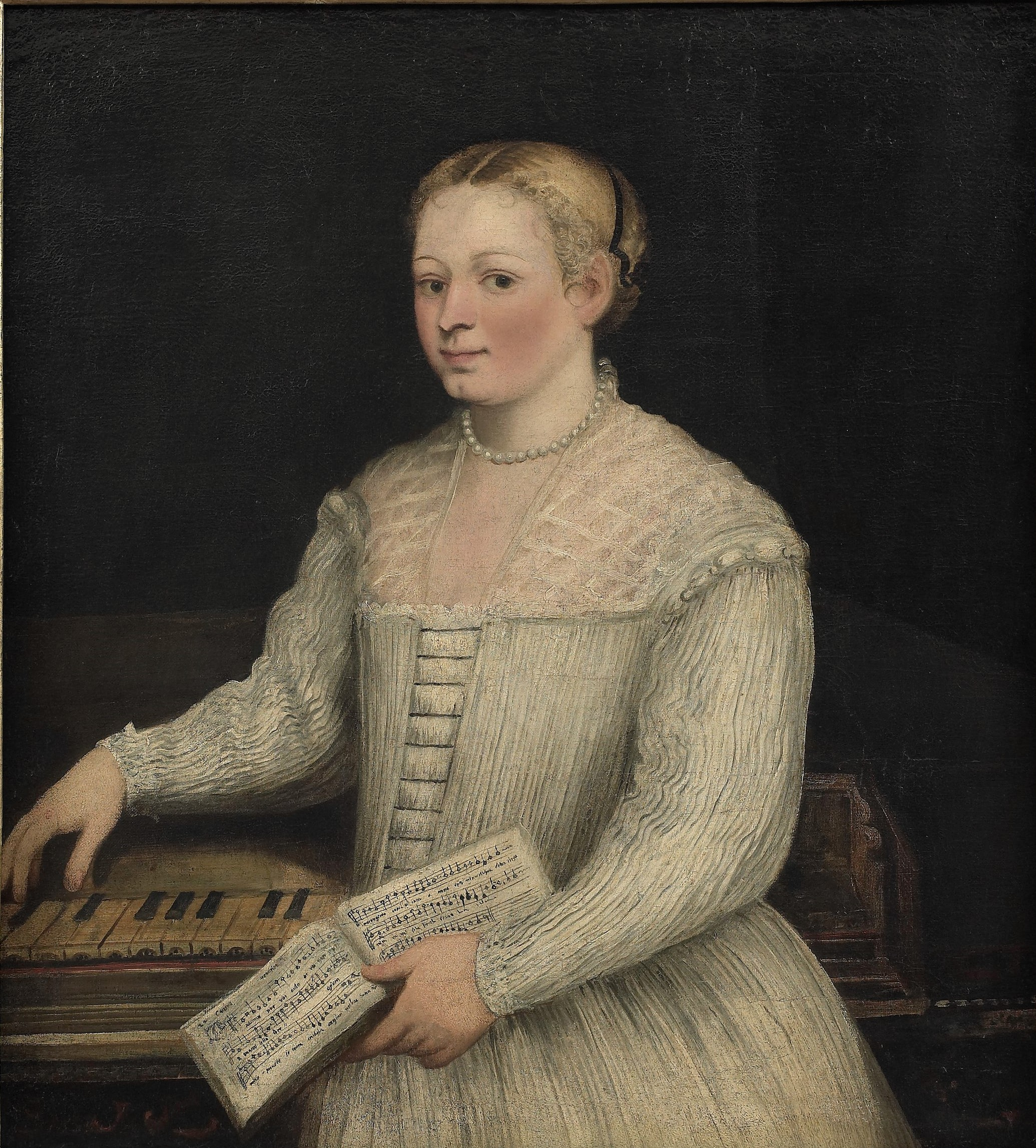
La Tintoretta (?): Selbstbildnis am Spinett, um 1580, Uffizien, Florenz

Maria oder Marietta Robusti, genannt La Tintoretta, (* vermutlich um 1554/55 in Venedig; † 1590 in Venedig) war eine italienische Malerin.

## Leben
Marietta Robusti war die älteste Tochter des Malers Jacopo Robusti, gen. Tintoretto aus einer unehelichen Verbindung mit einer deutschen Frau, deren Name bisher nicht bekannt ist. Ihr genaues Geburtsdatum oder Geburtsjahr ist nicht bekannt. Sie hatte mindestens acht jüngere Halbgeschwister, die aus Jacopos Ehe mit Faustina Episcopi stammten, darunter Domenico Tintoretto und Marco Tintoretto, die ebenfalls Maler wurden.
Laut einer „Genealogia“ der Familie Tintoretto aus dem 17. Jahrhundert soll ihr Vater sie als Kind zusammen mit ihrer Mutter auf einem seiner Bilder in der Kirche Madonna dell’Orto verewigt haben. Welches Bild genau gemeint ist, ist nicht bekannt. Checa Cremades schlug das ursprünglich für die Orgelflügel bestimmte Gemälde Präsentation der Jungfrau Maria im Tempel (von ca. 1553) vor, aber auch das Jüngste Gericht (1560–1562) wäre denkbar.
Marietta soll der ganze Stolz ihres Vaters gewesen sein, der sich persönlich um ihre Ausbildung kümmerte. Von ihm lernte sie das Malen und Zeichnen. Dabei muss sie sich als sehr talentiert erwiesen haben, denn ihr Können wurde schon frühzeitig hochgelobt. Ein frühes, herausragendes Beispiel ihres Talents hat sich in einer Zeichnung von etwa 1565 erhalten, die in schwarzer und weißer Kreide den Kopf einer „Vitellius-Büste“ auf blauem Papier zeigt. Das Blatt befand sich in den 1990er-Jahren in einer Mailänder Privatsammlung und ist mit „Dieser Kopf stammt von der Hand von Fräulein Marietta“ signiert («Questa testa si è di man de madonna Marieta»).
Um sie das Malen zu lehren, ließ er sie bei seiner Arbeit zuschauen und nahm sie mit, wenn er öffentliche Aufträge ausführte. Als sie noch klein war, soll er sie dabei oft als Knaben verkleidet haben, da sie als Mädchen nicht überall Zutritt gehabt hätte. Marietta soll eine gute Auffassungsgabe gehabt und schnell gelernt haben. Schon bald soll sie ihrem Vater aktiv geholfen haben, wobei ihr Strich nicht von dem des Vaters zu unterscheiden gewesen sein soll. Bereits gegen 1567/68 soll sie, im Alter von etwa vierzehn Jahren, den bekannten Gelehrten und venezianischen Kunsthändler Jacopo Strada porträtiert haben.

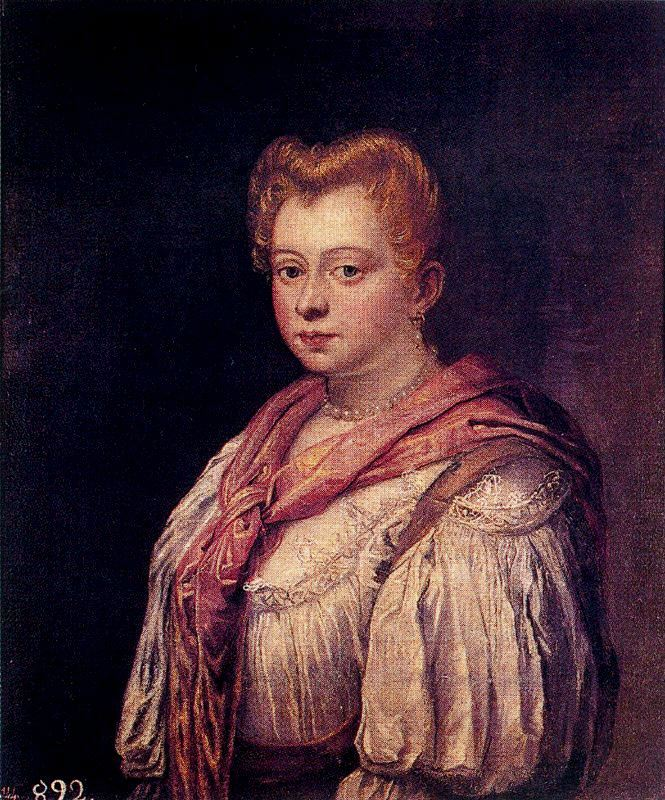
La Tintoretta (?): Porträt einer venezianischen Dame

Schon bald genoss sie als Malerin einen ausgezeichneten Ruf. Die venezianische Dichterin Moderata Fonte nannte sie in einem Atemzug mit ihrem Vater Jacopo Tintoretto:

„Ich habe gehört, dass der Signor Giacomo Tintoretto und seine Tochter außerordentlich begabt sein sollen.“

Für den venezianischen Adel galt es als schick, sich von La Tintoretta, wie man Marietta in Anlehnung an den Künstlernamen ihres Vaters liebevoll nannte, porträtieren zu lassen.
Ihr Talent war offenbar so groß, dass ihr Ruhm schon bald weit über die Stadtgrenzen hinausdrang. Sie wurde von den bedeutendsten Fürsten Europas eingeladen, mit der Bitte, sie zu porträtieren, darunter von Kaiser Maximilian II., König Philipp II. von Spanien und dem Erzherzog Ferdinand. Doch ihr Vater, der sich von ihr nicht trennen mochte und dessen Werkstatt auf ihre Arbeitskraft angewiesen war, verbot es ihr, sein Haus zu verlassen. Später erlaubte er ihr doch, sich zu verheiraten. Bei Mariettas Ehemann handelte es sich um einen Goldschmied namens Marco Augusta (nach anderen Quellen: Jacopo d’Augusta), der laut Joachim von Sandrart und der aus dem 17. Jahrhundert stammenden „Genealogia“ der Tintorettos ein Deutscher gewesen sein soll (wahrscheinlich aus Augsburg = italienisch Augusta). Er musste Jacopo erst versichern, dass das Ehepaar in seinem Haus leben würde. Man geht davon aus, dass es sich dabei um eine arrangierte Ehe gehandelt hat, da das Goldschmiedehandwerk in Venedig großes Ansehen genoss, von dem nun auch Jacopo Tintoretto profitieren konnte. Das Paar zog dennoch bald aus und lebte dann in der Contrada di S. Stin (S. Stefano), im Stadtteil von San Polo. Sie hatten eine Tochter Orsola Benvenuta, die am 9. April 1580 getauft wurde.
Gegen 1590 ist Marietta, im Alter von etwa 35 Jahren, plötzlich verstorben. Die Ursachen ihres Todes sind unbekannt, doch wird vermutet, dass sie bei der Geburt ihres Kindes gestorben ist. Ihr Tod traf den Vater so schwer, dass er sich davon nie mehr erholen sollte.
Sie wurde in der Grablege des Marco Episcopi (des Schwiegervaters von Tintoretto) in Madonna dell’Orto beigesetzt, wo auch ihr Vater und ihr Bruder Domenico bestattet wurden.

### Musik
Parallel zu ihrer Mal- und Zeichenausbildung ließ Jacopo Tintoretto seine Tochter Marietta von dem neapolitanischen (?) Musiker und Komponisten Giulio Zacchino, 1572 Organist der venezianischen Kirche San Giorgio Maggiore, im Gesang, Lauten- und Spinettspiel unterrichten.
Von Zeitzeugen wurde sie mit anderen musikalischen Malerinnen oder Dichterinnen verglichen, wie Gaspara Stampa, Lavinia Fontana oder Irene di Spilimbergo, eine vorzeitig verstorbene Schülerin Tizians. Marietta soll sogar während ihrer Porträtsitzungen für die von ihr gemalten Personen zur Unterhaltung gesungen haben, um ihnen die Zeit zu verkürzen.
Zwar war es ein zeitgenössischer Topos, Frauen am Virginal oder Cembalo darzustellen und es gibt auch von anderen Malerinnen entsprechende Selbstbildnisse, doch weist auch das Tintoretta zugeschriebene Selbstbildnis am Spinett in den Uffizien – wenn es tatsächlich von ihr stammt –, auf die Bedeutung der Musik für die Künstlerin. Darauf hält sie in der linken Hand ein Stimmbuch mit der Discantstimme (höchste Stimme) des 4-stimmigen Madrigals Madonna, per voi ardo von Philippe Verdelot. Ihre rechte Hand am linken Bildrand schwebt über der Tastatur, so als wenn sie sich selber einen Ton zum Singen angeben wollte. Merkwürdig ist das Tastenbild unter ihrer Hand: eigentlich müssten die beiden untersten schwarzen Tasten, genau wie die eine Oktave höher liegenden (cis und dis), enger aneinander liegen. Das Tastenbild entspricht jedoch keiner der im 16. Jahrhundert allgemein üblichen kurzen Oktaven. Auch die Proportionen des nur teilweise dargestellten Virginals und seiner Tastatur, die vom linken Bildrand abgeschnitten werden, sprechen gegen eine solche Annahme.

### Ruhm
Marietta Robusta, vulgo Tintoretta wird von ihrer venezianischen Zeitgenossin, der Dichterin Moderata Fonte (1555–1592) in ihrem Buch Das Verdienst der Frauen. Warum Frauen würdiger und vollkommener sind als Männer als „außerordentlich begabt(e)“ Malerin genannt. Als Musikerin und Malerin wird sie in der Vorrede zu Teutschlands Galante Poetinnen 1715 des deutschen Romanschriftstellers und Lyrikers Georg Christian Lehms (1684–1717) angeführt.
Näheres ist aus dieser Quelle nicht ersichtlich, vor allem fehlt die Erklärung und der Grund, warum sie als eine Italienerin in dem Buch aufgenommen ist.

## Werke

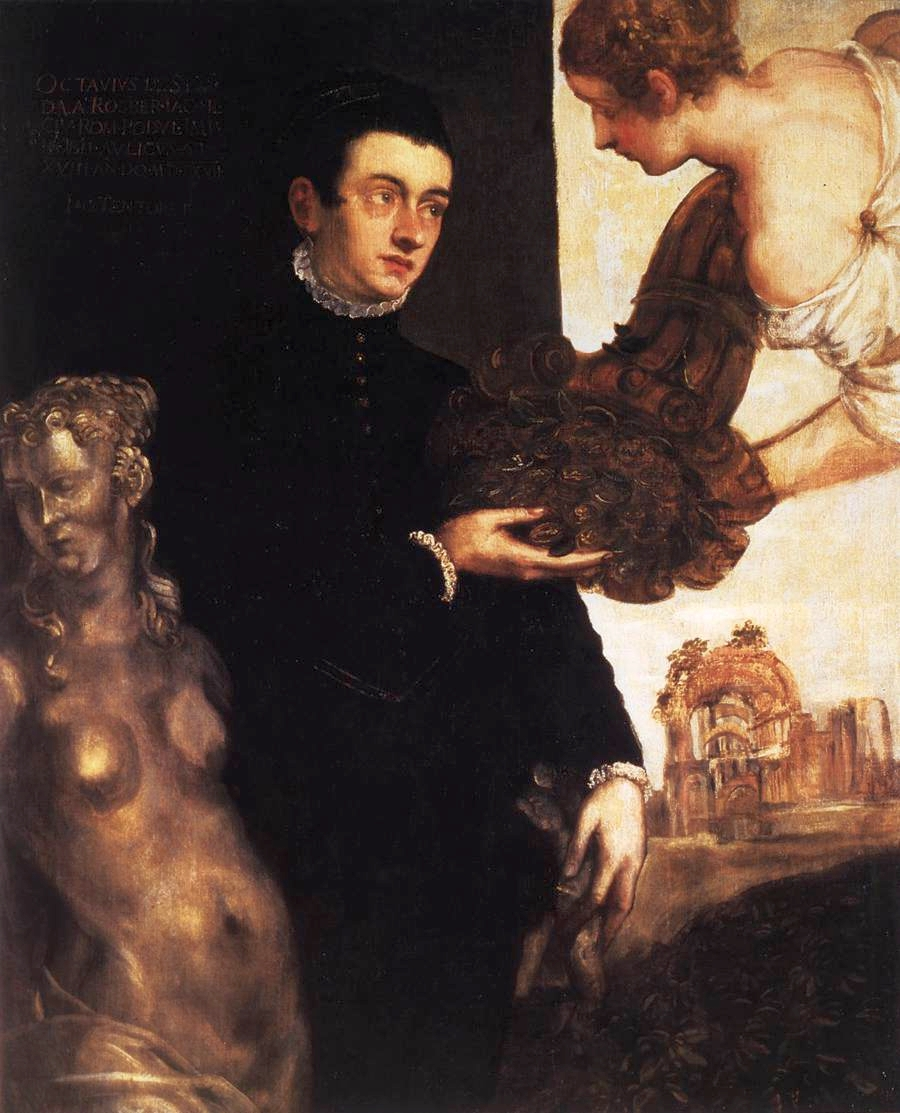
Tintoretta (?): Porträt des Ottavio Strada, um 1567, Stedelijk Museum, Amsterdam

Heute lassen sich Marietta nur noch wenige Werke zuweisen. Viele davon galten lange als Werke anderer Meister, meist als Bilder ihres Vaters, so z. B. das „Bildnis eines Mannes mit Knaben“, im Kunsthistorischen Museum in Wien, das bis 1920 als unangefochtene Arbeit des Jacopo Tintoretto galt und heute immer öfter seiner Tochter zugewiesen wird. Ein „Bildnis einer Dame mit Hund“ galt als Werk von El Greco. Roland Krischel (2000) schrieb ihr das Porträt des Ottavio Strada (um 1567) zu, das sich heute im Stedelijk Museum, Amsterdam, befindet.

### Werksauswahl
- Florenz, Galleria degli Uffizi
  - Selbstbildnis am Spinett
- Madrid, Museo del Prado
  - Selbstbildnis
  - Bildnis einer Venezianerin
  - Bildnis einer Venezianerin
- Rom, Galleria Borghese
  - Selbstbildnis
- Museum Wiesbaden
  - Bildnis einer Dame als Flora (zugeschrieben)

## Nachleben

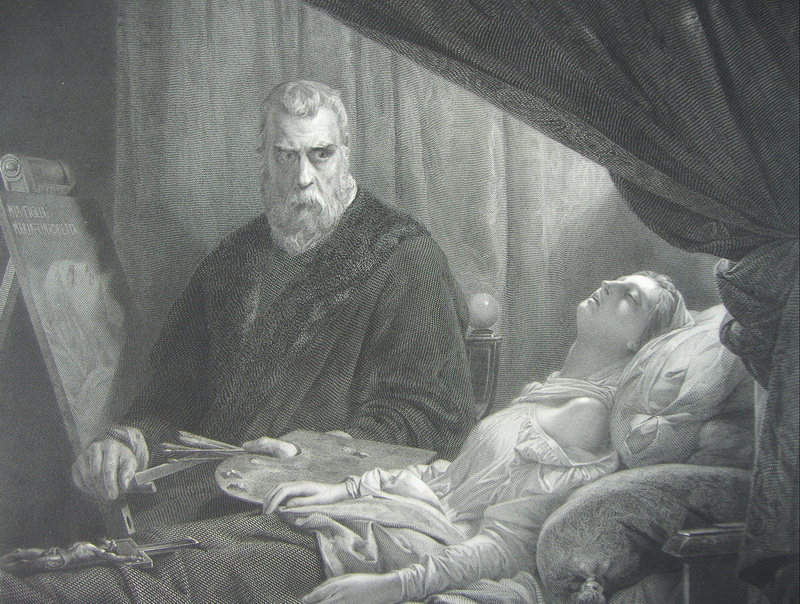
Tintoretto, seine tote Tochter malend. Stich von Achille Louis Martinet nach einem Gemälde von Léon Cogniet

Ihr kurzes Leben, vor allem die Geschichte um ihren Tod inspirierten im 19. Jahrhundert viele Maler und Dichter zu eigenen Werken. 1843 malte Léon Cogniet das Gemälde „Tintoretto, seine tote Tochter malend“, von dem Victor Fournel 1884 einen weitverbreiteten Holzstich anfertigte. 1845 wird das vom Maler Luigi Marta verfasste Bühnenstück „Tintoretto und seine Tochter“ in Mailand uraufgeführt. Gegen 1856/57 ließ sich Edgar Degas von dem Gemälde Cogniets zu einer eigenen Studie gleichen Themas anregen. 1859 erschien in Venedig die Erzählung „Die Tochter Tintorettos“ von Giuseppe Sacchis. Die Autorin Melania G. Mazzucco veröffentlichte 2008 den Roman Tintorettos Engel (ital.: La lunga attesa dell’angelo), in der die Beziehung des Malers zu seiner Tochter im Mittelpunkt steht. Mazzucco schrieb auch eine genau recherchierte und preisgekrönte Biographie Jacomo Tintoretto & i suoi figli. Storia di una famiglia veneziana.

## Einzelanmerkungen
1. 1 2 3 4 5 6  Marsel Grosso: ROBUSTI, Maria, detta Tintoretta, in: Dizionario Biografico degli Italiani – Volume 88, 2017, online auf Treccani (Italienisch; Abruf am 22. März. 2020)
2. 1 2 3 4  Marsel Grosso: ROBUSTI, Jacopo, detto Tintoretto, in: Dizionario Biografico degli Italiani – Volume 88, 2017, online auf Treccani (Italienisch; Abruf am 22. März. 2020)
3. ↑  Daniela Hacke (Übersetzerin und Hrsg.): Moderata Fonte: Das Verdienst der Frauen. Warum Frauen würdiger und vollkommener sind als Männer. Beck, München 2002, ISBN 3-406-48098-5, S. 246.
4. ↑  über ihn: Österreichisches Musiklexikon
5. ↑  Siehe Text zum Selbstporträt auf der Website der Uffizien (Memento des Originals vom 21. März 2021 im Internet Archive)  Info: Der Archivlink wurde automatisch eingesetzt und noch nicht geprüft. Bitte prüfe Original- und Archivlink gemäß Anleitung und entferne dann diesen Hinweis. (Italienisch; Abruf am 4. April 2020)
6. ↑  Beispiele sind: das Mädchen am Virginal von Catarina van Hemessen (1548, Wallraf-Richartz-Museum, Köln) oder die Selbstbildnisse am Spinett der Sofonisba Anguissola (1554, Museo di Capodimonte, Neapel; und 1561, Althorp, Northamptonshire), sowie von Lavinia Fontana (1577, Accademia di San Luca, Rom). Letztendlich bedienen auch Jacopo Tintorettos erotische Musen- oder Damenkonzerte den Topos der musizierenden Dame am Virginal (mindestens 3 Versionen im Museo di Castelvecchio, Verona; in der Gemäldegalerie Alte Meister, Dresden; und in Windsor Castle).
7. ↑  Giovanna Giusti: "Autoritratte tra ombre e luci" (2011; bitte runterscrollen) gibt einen Hinweis auf „Madonna per voi ardo“ (Erstdruck 1533), und hier sind die Noten dazu. (Dank an Nightflyer)
8. ↑  Die am weitesten und bis ins 18. Jahrhundert verbreitete begann mit dem tiefen C auf der E-Taste, dem D auf der Fis-Taste, dem E auf der Gis-Taste, F, G und A auf den normalen Tasten und von da an chromatisch aufwärts. Edward Kottick: A History of the Harpsichord, Indiana University Press, 2003, S. 40 (Kurze Oktave allgemein), 70–71 und 76–77 (Umfang bzw. kurze Oktave in italienischen Kielinstrumenten, 16. Jhd.), außerdem zahlreiche Abbildungen, u. a. S. 80f, 91–93, 96, 98, 135, 139, 143, 148–150 u. a.
9. ↑  Erschienen 1600, deutsche Ausgabe übersetzt von Daniela Hacke, Beck-Verlag München 2002, ISBN 3-406-48098-5, S. 246.
10. ↑  Elisabeth Gössmann: Archiv für philosophie- und theologiegeschichtliche Frauenforschung, Band 4, 1996, ISBN 3-89129-004-7, S. 257 (Music), S. 258 (Malerey).
11. ↑  Buchbeschreibung auf IBS (italienisch; Abruf am 1. April 2020)